# Hildebrandtia promontorii
Hildebrandtia promontorii är en vindeväxtart som beskrevs av T. Deroin. Hildebrandtia promontorii ingår i släktet Hildebrandtia och familjen vindeväxter. Inga underarter finns listade i Catalogue of Life.